# Sint-Christoffelberg
Der Sint-Christoffelberg ist die höchste Erhebung der niederländischen Antilleninsel Curaçao. Er ist 375 Meter hoch und liegt im Nationalpark Christoffelpark im Nordwesten der Insel. Der Sint-Christoffelberg kann leicht über einen Wanderweg erstiegen werden. Von der Bergspitze aus ist das Karibische Meer sichtbar und bei gutem Wetter sogar Klein Curaçao.